# واکنش کلتروپی

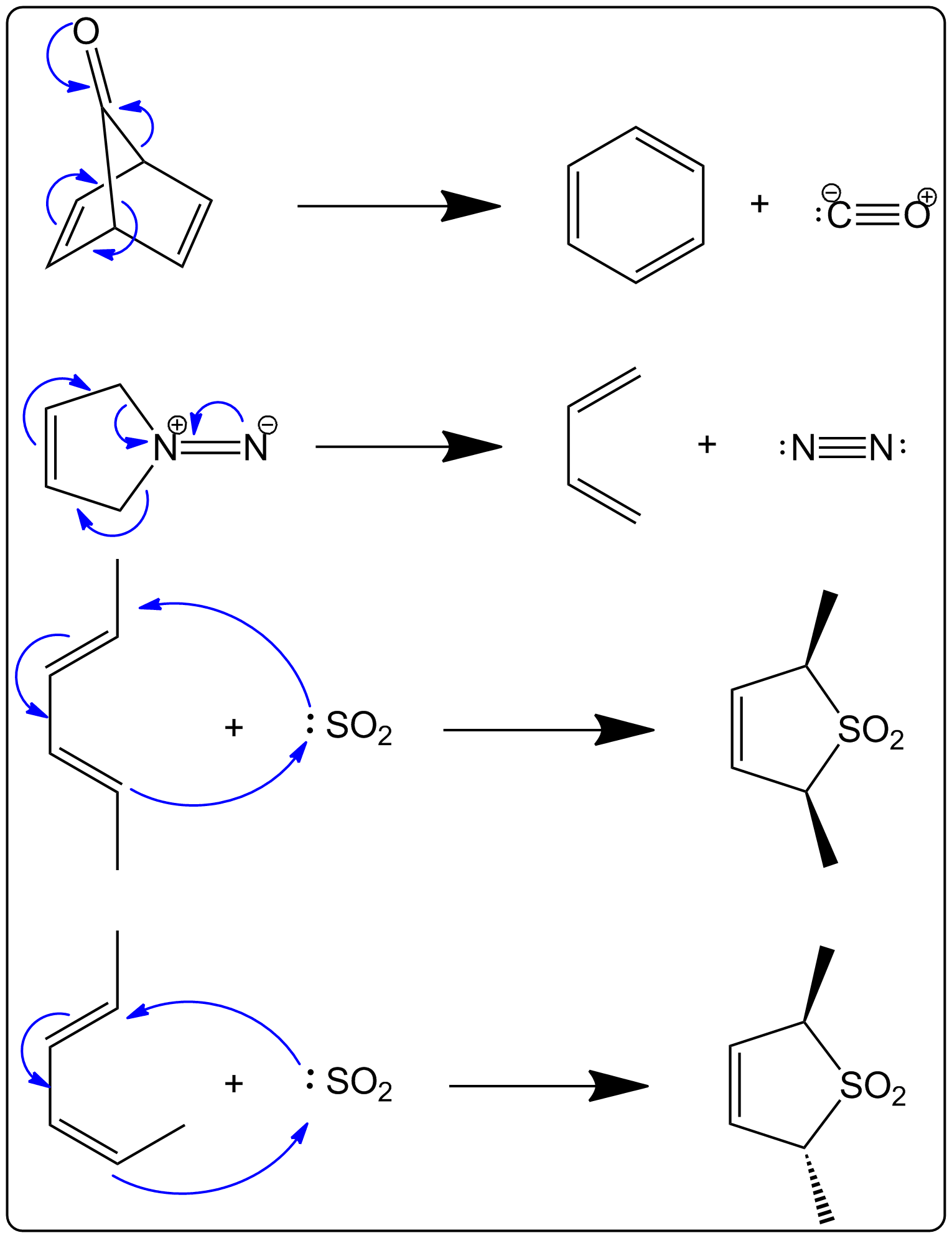
برخی از واکنش‌های کِلِتروپی

واکنش کِلِتروپی (به انگلیسی: Cheletropic reaction) یا واکنش کلوتروپیک که بعضاً در زبان فارسی با عنوان واکنش چِلِتروپی نیز از آن یاد می‌شود، نوعی واکنش پری‌سیلیک است. به‌طور مرسوم، یک واکنش کِلِتروپی به واکنشی گفته می‌شود که طی آن دو پیوند سیگما که به یک اتم مشترک متصل هستند، به صورت همزمان، شکسته یا تشکیل شوند. واکنش‌های کِلِتروپی طبقه‌ای کاملاً جدا از واکنش‌های همزمانی محسوب می‌شوند، با این‌حال مجاز بودن انجام آنها همانند واکنش‌های حلقه‌زایی و سیگماتروپی، مطابق قواعد وودوارد-هافمن صورت می‌پذیرد.